# Liste der Baudenkmale in Amelinghausen
In der Liste der Baudenkmale in Amelinghausen sind die Baudenkmale der niedersächsischen Gemeinde Amelinghausen und ihrer Ortsteile aufgelistet. Die Quelle der Baudenkmale ist der Denkmalatlas Niedersachsen. Der Stand der Liste ist der 28. November 2020.

## Allgemein
In den Spalten befinden sich folgende Informationen:
- Lage: die Adresse des Baudenkmales und die geographischen Koordinaten. Kartenansicht, um Koordinaten zu setzen. In der Kartenansicht sind Baudenkmale ohne Koordinaten mit einem roten Marker dargestellt und können in der Karte gesetzt werden. Baudenkmale ohne Bild sind mit einem blauen Marker gekennzeichnet, Baudenkmale mit Bild mit einem grünen Marker.
- Bezeichnung: Bezeichnung des Baudenkmales
- Beschreibung: die Beschreibung des Baudenkmales. Unter § 3 Abs. 2 NDSchG werden Einzeldenkmale und unter § 3 Abs. 3 NDSchG Gruppen baulicher Anlagen und deren Bestandteile ausgewiesen.
- ID: die Objekt-ID des Baudenkmales
- Bild: ein Bild des Baudenkmales, ggf. zusätzlich mit einem Link zu weiteren Fotos des Baudenkmals im Medienarchiv Wikimedia Commons. Wenn man auf das Kamerasymbol klickt, können Fotos zu Baudenkmalen aus dieser Liste hochgeladen werden:

## Amelinghausen

### Gruppe: Soltauer Straße 2
Die Gruppe hat die ID 32719960. Gebäude sind frei, von Bäumen umstanden angeordnet. Wirtschaftshof mit Feldsteinen gepflastert. Entlang der Straße durch Holzzaun auf Feldsteinsockel begrenzt.

| Lage                                          | Bezeichnung               | Beschreibung | ID       | Bild |
| --------------------------------------------- | ------------------------- | --- | -------- | ---- |
| Soltauer Straße 2 53° 7′ 31″ N, 10° 12′ 39″ O | Wohn-/ Wirtschaftsgebäude | Fachwerkbau in Zweiständerbauweise mit Backsteinausfachungen unter Halbwalmdach in Reetdeckung. Wohngiebel über Balkenköpfen leicht vorgekragt. Im Westen originaler Fleeteingang. Regelmäßiges, symmetrisches Gefüge am Wirtschaftsgiebel sowie Bauinschrift und Segensspruch. Errichtet 1818(i). | 32732682 | BW   |
| Soltauer Straße 2 53° 7′ 30″ N, 10° 12′ 37″ O | Wohnhaus                  | Fachwerkbau auf Feldsteinsockel mit Backsteinausfachung unter Halbwalmdach in Faserzementrautendeckung. Ursprünglich wohl Doppelwohnhaus mit straßenseitigen Eingängen. Errichtet erste Hälfte 19. Jh. | 32732775 | BW   |
| Soltauer Straße 2 53° 7′ 32″ N, 10° 12′ 37″ O | Backhaus                  | Kleiner Fachwerkbau mit Ziegelausfachung auf Feldsteinsockel unter Satteldach in Ziegeldeckung. Backgewölbe mit separatem, kleinem Dachhaus überdeckt. Errichtet 1818(i). | 32732706 | BW   |
| Soltauer Straße 2 53° 7′ 29″ N, 10° 12′ 43″ O | Scheune                   | Quereinfahrtscheune in Fachwerkbauweise mit Backsteinausfachung auf geputztem Sockel unter Satteldach in Hohlpfannendeckung. Zwei Einfahrten. Errichtet 1826, Aufstockung und Anbauten erkennbar. Zur Hofseite offene Remise in Fachwerkbauweise mit Backsteinausfachung auf Steinsockel unter Krüppelwalmdach in Hohlpfannendeckung rechtwinklig nach Süden angebaut. Errichtet in 2. Hälfte 19. Jh. | 32732660 | BW   |
| Soltauer Straße 2 53° 7′ 30″ N, 10° 12′ 39″ O | Stall                     | Traufständiger, eingeschossiger Fachwerkbau auf Feldsteinsockel unter Krüppelwalmdach in Hohlpfannendeckung. Große Toreinfahrt im Ostgiebel. Errichtet in zweiter Hälfte 19. Jh. | 32732728 | BW   |

### Gruppe: Soltauer Straße 3
Die Gruppe hat die ID 32719948. Wohn-/ Wirtschaftsgebäude mit integrierter Gastwirtschaft traufständig. Östlich gepflasterter Wirtschaftshof. Speicher.

| Lage                                          | Bezeichnung               | Beschreibung | ID       | Bild |
| --------------------------------------------- | ------------------------- | --- | -------- | ---- |
| Soltauer Straße 3 53° 7′ 29″ N, 10° 12′ 42″ O | Wohn-/ Wirtschaftsgebäude | Traufständiger, eingeschossiger Fachwerkbau in Vierständerkonstruktion mit Backsteinausfachung auf Granitquadersockel unter Krüppelwalmdach in Hohlpfannedeckung. Wirtschaftsteil im Osten, Wohnteil mit Gastwirtschaft im Westen. Bauinschrift am Wirtschaftsgiebel. Transloziert 1818(i). – Straßenseitiges, außermittiges Zwerchhaus aus Fachwerk mit Fluggespärre. Errichtet etwa 1905. | 32732887 |      |
| Soltauer Straße 3 53° 7′ 30″ N, 10° 12′ 38″ O | Speicher                  | Zweigeschossiger Fachwerkspeicher mit Backsteinausfachung unter Satteldach in Hohlpfannendeckung. Toreinfahrt auf Nordseite. Errichtet 1820. | 32732865 | BW   |

### Gruppe: Uelzener Straße 8
Die Gruppe hat die ID 32719972. Kleine, von Bäumen bestandene Hofanlage mit Wohn- /Wirtschaftsgebäude und Nebengebäude. Futtermauer aus Feldstein.

| Lage                                          | Bezeichnung               | Beschreibung | ID       | Bild |
| --------------------------------------------- | ------------------------- | --- | -------- | ---- |
| Uelzener Straße 8 53° 7′ 24″ N, 10° 12′ 49″ O | Wohn-/ Wirtschaftsgebäude | Giebelständiger, eingeschossiger Fachwerkbau in Zweiständerbauweise auf Feldsteinsockel mit Backsteinausfachungen unter Halbwalmdach in Reetdeckung. Errichtet in erster Hälfte 19. Jh. Jüngerer Wohnteil unter Ziegeldeckung. Auf Ostseite Eingangsvorbau. | 32732819 | BW   |
| Uelzener Straße 8 53° 7′ 24″ N, 10° 12′ 48″ O | Nebengebäude              | Traufständiger, langgezogener Fachwerkbau mit Backsteinausfachung unter Satteldach in Reetdeckung. Giebel mit Senkrechtverbretterung. Errichtet Ende 19. Jh.                                                                                                | 32732843 | BW   |

### Einzelbaudenkmale
| Lage                                              | Bezeichnung                   | Beschreibung | ID       | Bild           |
| ------------------------------------------------- | ----------------------------- | --- | -------- | -------------- |
| Bäckerstraße 8 53° 7′ 27″ N, 10° 12′ 52″ O        | Wohn-/ Wirtschaftsgebäude     | Traufständiger, eingeschossiger Fachwerkbau in Zweiständerbauweise über Bruchsteinsockel unter Satteldach in Ziegelpfannendeckung. Bauinschrift über Dielentor. Erbaut 1838(i). Wirtschaftsteil bei Translozierung um drei Fach verlängert. Markierungsmarken der Translozierung erkennbar. Wohngiebel senkrecht verbrettert. Errichtet etwa 1930. | 32732456 | BW             |
| Betzendorfer Weg 53° 7′ 48″ N, 10° 15′ 2″ O       | Außenschafstall               | Sparren des Nurdachstalls stehen auf Schwelle über Sockel aus Findlingen. Reetgedeckt mit Krüppelwalm. Doppelflügeliges Tor im Süden und einfach aufschlagendes Tor im Norden. Errichtet in erster Hälfte 19. Jh. | 32732433 | BW             |
| Lüneburger Straße 4 53° 8′ 2″ N, 10° 13′ 21″ O    | Speicher                      | Eingeschossiger Fachwerkspeicher mit hohen Drempel errichtet als eingezapfte Ankerbalkenkonstruktion mit Hochrähm und Eichenbohlenverbretterung unter Satteldach mit Ziegeldeckung auf der Ostseite weit vorgekragt. Erbaut in zweiter Hälfte 17. Jh. | 32732593 | BW             |
| Lüneburger Straße 50 53° 7′ 32″ N, 10° 12′ 47″ O  | Wohnhaus                      | Traufständiger, zweigeschossiger Backsteinbau unter Halbwalmdach mit Pfannendeckung. Asymmetrische Fassadenaufteilung in 1:2:3:2. Eingang mit vorgelagerter Treppe außermittig. Gliederung der Fassaden durch geputzte Lisenen, Ornamentfries und Konsolengesims. Errichtet in zweiter Hälfte 19. Jh. 1988 zweiläufige Freitreppe und Giebel über Haupteingang beim Umbau zum Rathaus hinzugefügt. | 32732615 |                |
| Oldendorfer Straße 1 53° 7′ 47″ N, 10° 13′ 0″ O   | Bahnhof                       | Eingeschossiger traufständiger Backsteinbau unter Mansarddach mit Schopfwalm in roter Hohlpfannendeckung. Symmetrische Disposition. An Traufseiten firsthohes vierachsiges Zwerchhaus mit Ochsenauge. Am Nordwestgiebel angesetzter Lagerschuppen mit Rampe. Architekt: Wilhelm Matthies, Bardowick, 1912. | 32732572 |                |
| Oldendorfer Straße 22 53° 7′ 59″ N, 10° 12′ 54″ O | ev.-luth. Pella-Kirche        | Neugotischer Saalkirche aus Backstein mit eingezogenem Chor mit dreiseitigem Chorabschluss unter Dächern in Hohlpfannendeckung. Quadratischer, dreigeschossiger Westturm aus Backstein mit Eingangsportal, Lisengliederung und Ziegeldekor unter spitzen Knickhelm ursprünglich in Schieferdeckung (heute Kupferdach), beidseitig von ihm polygonale Anbauten für Nebenräume, südlich des Kirchenschiffs Sakristeianbau, nördlich neuerer Anbau für die Heizung. Im Inneren weiß verputzt und Raumabschluss mit zeltartiger Holzdecke. Altar modern, Kanzel sowie zweiseitige Emporen bauzeitlich. Kirchenschiff errichtet 1880, Turm ab 1908. | 32732550 |                |
| Soltauer Straße 53° 7′ 31″ N, 10° 12′ 44″ O       | Hippolit-Kirche               | Kirche von 1749 bis 1750 nach Plänen von O. H. von Bonn erbaut. Bau ersetzte mittelalterlichen Bau, Nordwand erhalten. Von 1818 bis 1820 nach Brand wesentlich erneuert. 1895 Backsteinturm im Stil der Neugotik hinzugefügt. | 32732637 | Weitere Bilder |
| Soltauer Straße 53° 7′ 30″ N, 10° 12′ 43″ O       | Kriegerdenkmale / Förstergrab | | 32732310 | BW             |
| Soltauer Straße 53° 7′ 30″ N, 10° 12′ 45″ O       | Friedhof mit Friedhofsmauer   | | 32732253 | BW             |
| Soltauer Straße 5 53° 7′ 29″ N, 10° 12′ 39″ O     | Wohnhaus                      | Traufständiger, eingeschossiger Backsteinbau unter Satteldach in Hohlpfanndeckung. Ausgebautes DG. Auf Straßenseite mittiger Eingangsrisalit. Errichtet gegen 1890. | 32732932 |                |
| Uelzener Straße 7 53° 7′ 25″ N, 10° 12′ 49″ O     | Honigpeicher                  | Traufständiger, eingeschossiger Fachwerkbau mit Backsteinausfachungen unter Walmdach bzw. Halbwalmdach. Eingehälste Ankerbalkenkonstruktion. Ursprünglich sechs Fach, nach Osten um Wagenschauer verlängert. Bauinschrift über straßenseitiger Tür. Errichtet 1718(i). | 32732798 | BW             |
| Zum Lopautal 1 53° 7′ 33″ N, 10° 12′ 55″ O        | Wohnhaus                      | Giebelständiger, eingeschossiger Fachwerkbau über Feldsteinsockel mit Backsteinausfachung unter ziegelgedecktem Krüppelwalmdach in Hohlpfannendeckung. Errichtet 1803. | 32732525 | BW             |
| Zum Lopautal 1 53° 7′ 33″ N, 10° 12′ 56″ O        | Feldsteinpflasterung          | Feldsteinpflaster auf der Hoffläche. | 32732978 | BW             |
| Zum Lopautal 3 53° 7′ 34″ N, 10° 12′ 56″ O        | Zehntscheune                  | Giebelständiger Fachwerkbau in Vierständerbauweise auf Feldsteinsockel mit Backsteinausfachung unter Halbwalmdach. Paarweise angeordneten Streben, Fuß- und Kopfbänder. Zwei Längsdurchfahrten. Spruchinschriften an beiden Giebeln und Baudatum an östlicher Langeseite. Errichtet 1704(i). | 32732501 | BW             |

## Etzen

### Gruppe: Dehnsener Straße 4, Hofweg 1, 11
Die Gruppe hat die ID 32719984. Hofanlage Dehnsener Straße / Hofweg nimmt die Ortsmitte von Etzen ein. Sie liegt an der Dehnsener Straße und wird durch den Hofweg in zwei Hälften geteilt. Es handelt sich um einen typischen Heidehof. Sein Gebäudebestand reicht bis ins 17. Jh. zurück.

| Lage                                           | Bezeichnung | Beschreibung | ID       | Bild |
| ---------------------------------------------- | ----------- | --- | -------- | ---- |
| Hofweg 11 53° 7′ 31″ N, 10° 11′ 25″ O          | Wohnhaus    | Eingeschossiger Fachwerkbau in Zweiständerbauweise mit Bachsteinausfachung unter Halbwalmdach in Reetdeckung auf Balkenköpfen vorkragend. Außenwände teilweise in Backstein ersetzt. Errichtet um 1650. Wirtschaftsteil 1926 abgebrannt.                                 | 32732182 | BW   |
| Dehnsener Straße 4 53° 7′ 33″ N, 10° 11′ 23″ O | Wohnhaus    | Traufständiger, eingeschossiger quer erschlossener Fachwerkbau mit Backsteinausfachung und unter Halbwalmdach mit Ziegelpfannendeckung. Errichtet erste Hälfte 19. Jh.                                                                                                   | 32732085 | BW   |
| Hofweg 1 53° 7′ 29″ N, 10° 11′ 19″ O           | Stall       | Fachwerkbau mit Backsteinausfachung in Wandständerbauweise von sechs Gefachen Länge unter Satteldach in Reetdeckung. Eingehälste Ankerbalkenkonstruktion und aufgelagerte Dachbalken. Giebel mit horizontaler Verbretterung. Errichtet gegen 1700.                       | 32732109 | BW   |
| Hofweg 1 53° 7′ 29″ N, 10° 11′ 19″ O           | Speicher    | Eineinhalbstöckiger Fachwerkbau mit Backsteinausfachung unter hohem Satteldach, ehemals mit Pfannen gedeckt, jetzt Reetdach. Ankerbalkenkonstruktion mit Zapfschloss. Giebel mit horizontaler Verbretterung. Treppe nicht erhalten. Errichten etwa 1650.                 | 32732134 | BW   |
| Hofweg 1 53° 7′ 28″ N, 10° 11′ 25″ O           | Wohnhaus    | Traufständiger, eingeschossiger Backsteinbau auf hohem Kellersockel mit ausgebautem Drempelgeschoss unter Satteldach in Ziegelpfannendeckung. Mittiger Eingangsrisalit mit vorgelagerter Holzlaube. Fassade gegliedert durch Lisenen und Ziegeldekor. Errichtet 1894(i). | 32732230 | BW   |

### Einzelobjekte
| Lage                                      | Bezeichnung | Beschreibung | ID       | Bild |
| ----------------------------------------- | ----------- | --- | -------- | ---- |
| Am Gutspark 5 53° 7′ 29″ N, 10° 11′ 15″ O | Wohnhaus    | Eingeschossiger verputzter Massivbau auf hohem Kellersockel mit ausgebauten Drempelgeschoss unter Satteldach ursprünglich in Faserzementrautendeckung. Mittiger Eingangsrisalit mit vorgelagerter Treppe sowie zusätzlicher Eingang im Westen. Dekor und Gliederung mit klassizistischen Stilelementen. Errichtet etwa 1880. | 45146910 | BW   |

## Ehemalige Baudenkmale
| Lage                                          | Bezeichnung               | Beschreibung | ID | Bild |
| --------------------------------------------- | ------------------------- | ------------ | -- | ---- |
| Uelzener Straße 3 53° 7′ 29″ N, 10° 12′ 46″ O | Wohn-, Wirtschaftsgebäude |              |    | BW   |
| Soltauer Straße 7 53° 7′ 29″ N, 10° 12′ 36″ O | Wohnhaus                  |              |    | BW   |